# Station Gouda Goverwelle
Station Gouda Goverwelle is een station in de Goudse wijk Goverwelle, in het oosten van de stad, tussen de stations Gouda en Woerden. Het station werd geopend op 23 mei 1993 en bestaat uit twee eilandperrons.

## Treinen
Het station wordt in de dienstregeling 2025 door de volgende treinseries bediend:
| Serie | Treinsoort    | Route | Bijzonderheden                                           |
| ----- | ------------- | --- | -------------------------------------------------------- |
| 4000  | Sprinter (NS) | Uitgeest – Zaandam – Amsterdam Centraal – Breukelen – Woerden – Gouda Goverwelle – Gouda – Rotterdam Centraal |                                                          |
| 6000  | Sprinter (NS) | Den Haag Centraal – Gouda – Gouda Goverwelle – Utrecht Centraal – Geldermalsen – 's-Hertogenbosch             | Rijdt alleen na 18:00 uur en van vrijdag t/m zondag.     |
| 6800  | Sprinter (NS) | Den Haag Centraal – Gouda – Gouda Goverwelle                                                                  | Rijdt alleen tijdens de spits van maandag t/m donderdag. |
| 6900  | Sprinter (NS) | Den Haag Centraal – Gouda – Gouda Goverwelle – Utrecht Centraal – Geldermalsen – Tiel                         | Rijdt alleen van maandag t/m donderdag tot 18:00 uur.    |

## Ontwikkeling aantal reizigers
Het aantal door NS vervoerde reizigers (per gemiddelde werkdag) ontwikkelde zich sedert 2019 als volgt:
| Jaar | Aantal reizigers |
| ---- | ---------------- |
| 2019 | 3.254            |
| 2020 | 1.508            |
| 2021 | 1.529            |
| 2022 | 2.183            |
| 2023 | 2.486            |
| 2024 | 2.537            |

## Afbeeldingen

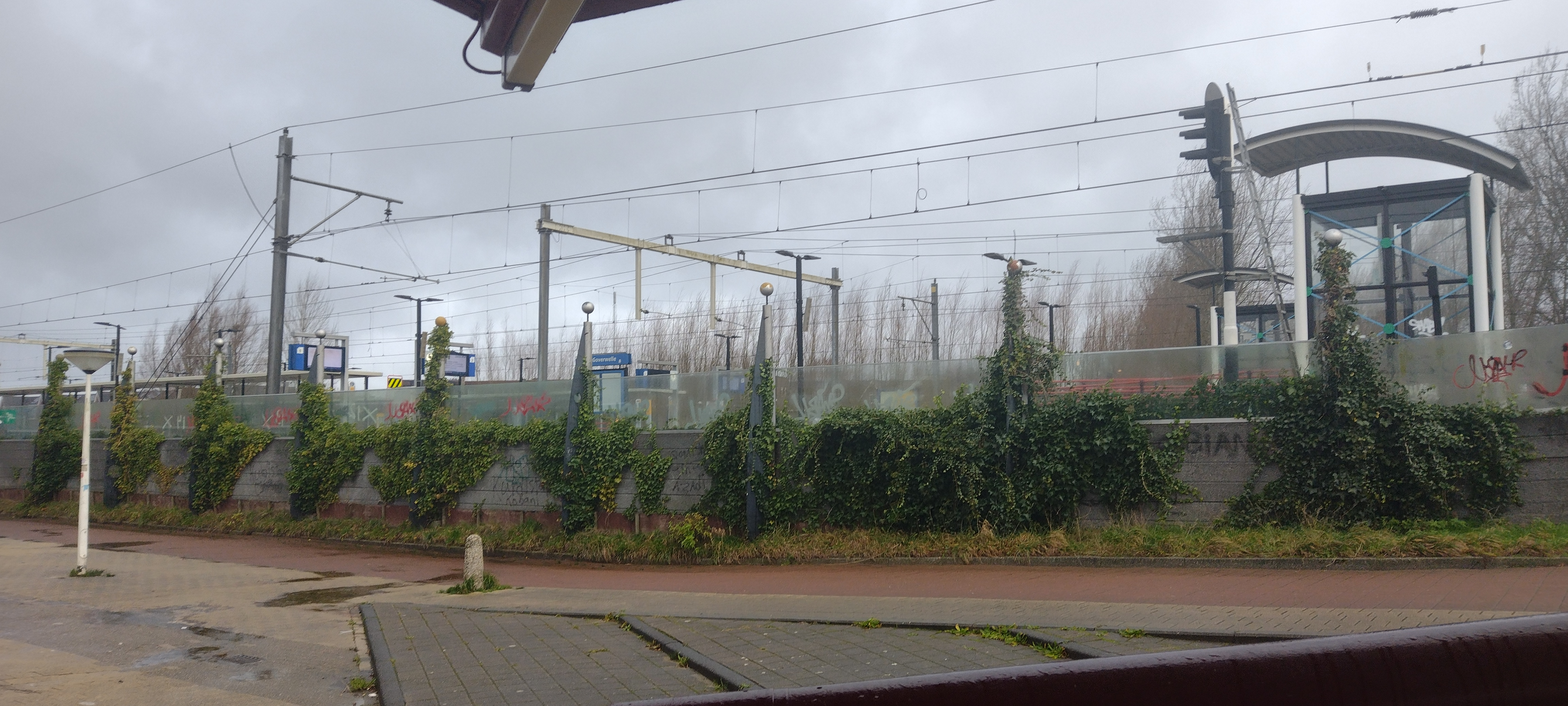
Het station gezien vanaf de straat
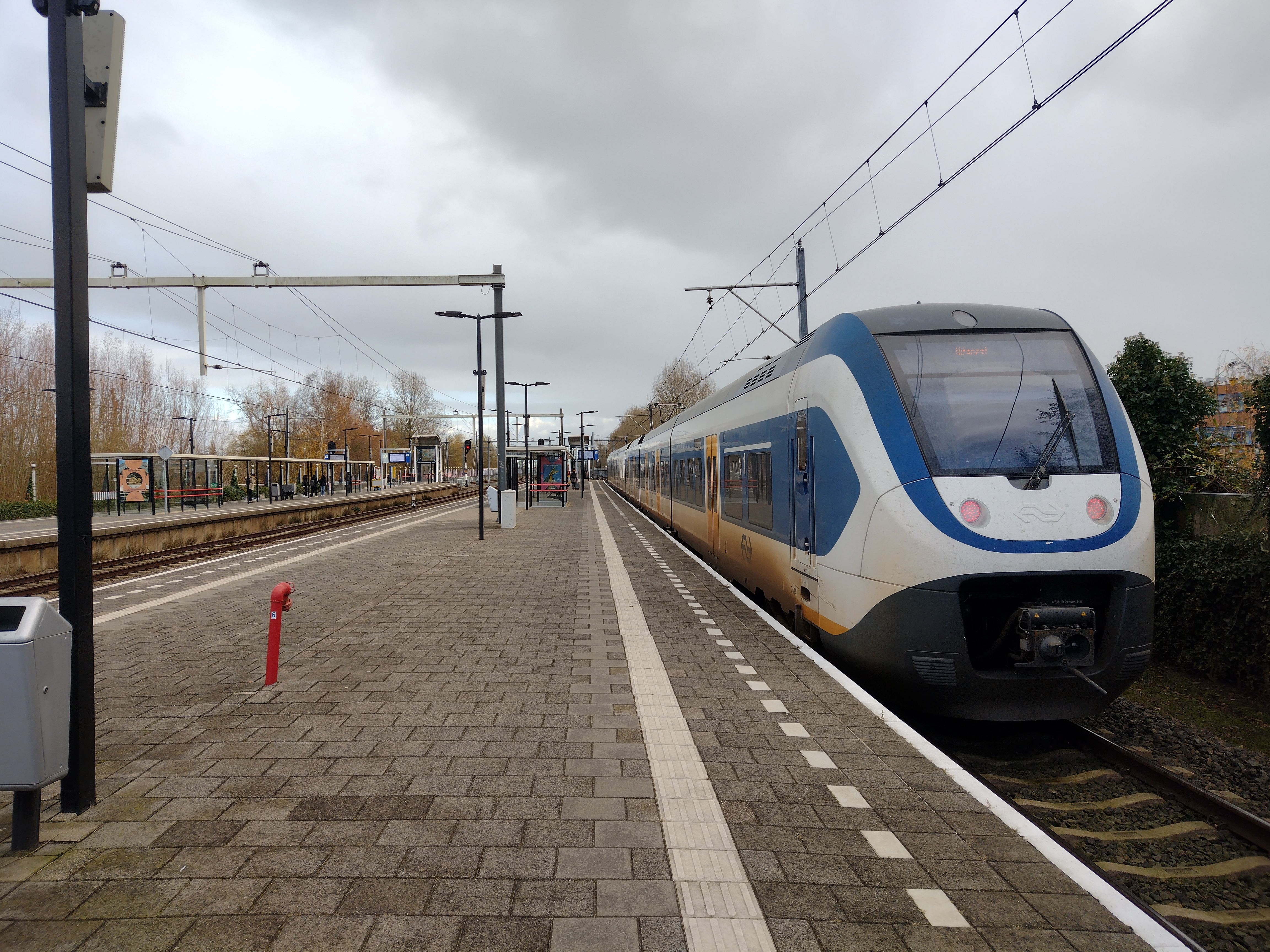
Sprinter op het station
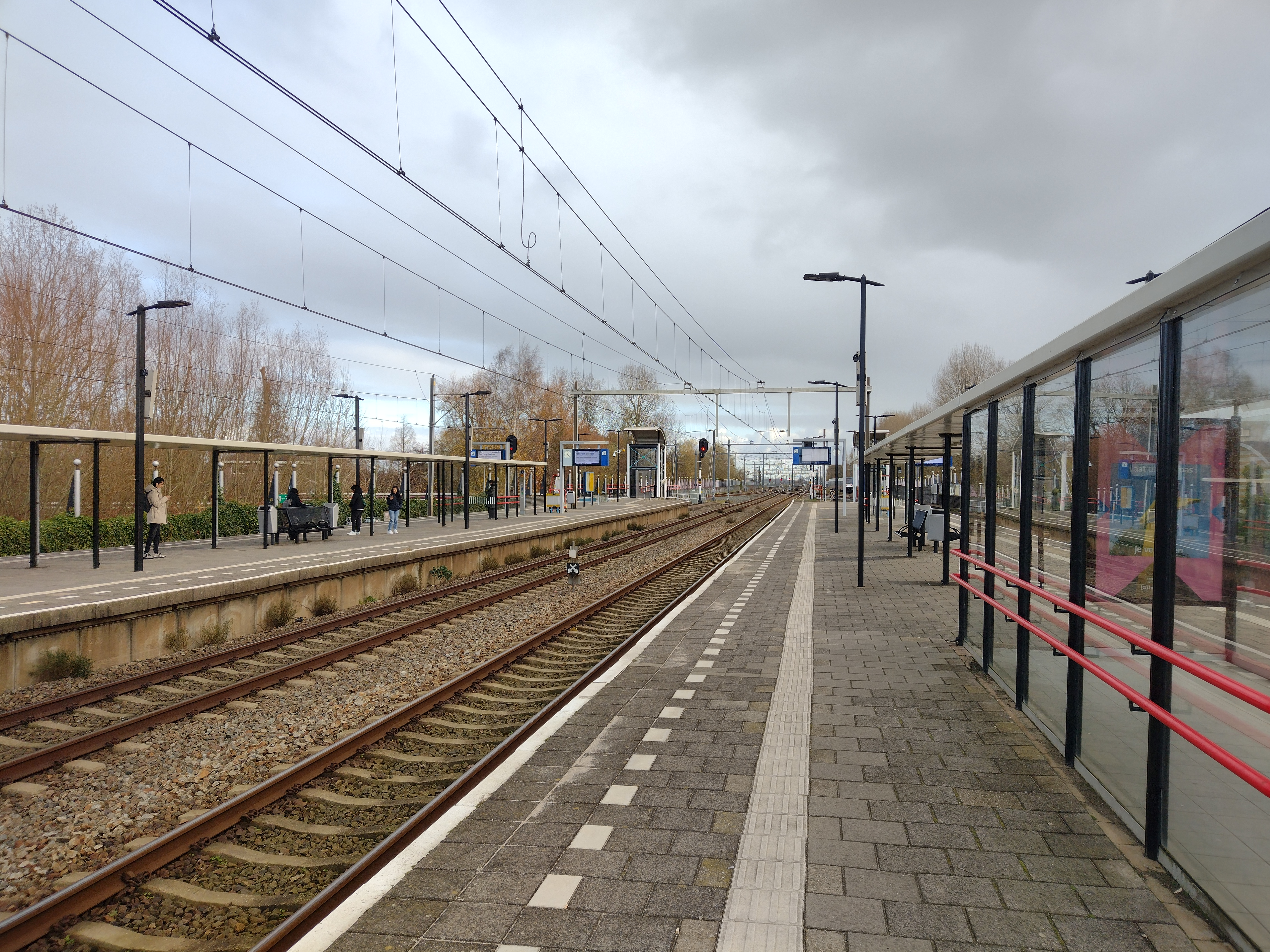
De perrons van het station

0: Utrecht Centraal ·
3: Utrecht Leidsche Rijn ·
5: Utrecht Terwijde ·
7: Vleuten ·
12: Harmelen ·
16: Woerden ·
21: Oudewater ·
Hekendorp ·
30: Gouda Goverwelle ·
32: Gouda ·
Moordrecht ·
41: Nieuwerkerk a/d IJssel ·
44: Capelle Schollevaar ·
46: Rotterdam Alexander ·
55: Rotterdam Noord ·
60: Rotterdam Centraal
Alphen a/d Rijn ·
Arkel · 
Barendrecht · 
Bodegraven · 
Boskoop · 
-Snijdelwijk · 
Boven Hardinxveld · 
Capelle Schollevaar · 
De Vink · 
Delft · 
-Campus · 
Den Haag:
-Centraal · 
-HS ·
-Laan van NOI · 
-Mariahoeve · 
-Moerwijk · 
-Ypenburg · 
Dordrecht · 
-Stadspolders ·
-Zuid ·
Gorinchem · 
Gouda · 
-Goverwelle · 
Hardinxveld:
-Blauwe Zoom · 
-Giessendam · 
Hillegom · 
Lansingerland-Zoetermeer · 
Leiden:
-Centraal · 
-Lammenschans · 
Nieuwerkerk a/d IJssel · 
Rijswijk · 
Rotterdam:
-Alexander · 
-Blaak · 
-Centraal · 
-Lombardijen · 
-Noord · 
-Stadion · 
-Zuid · 
Sassenheim · 
Schiedam Centrum · 
Sliedrecht · 
-Baanhoek · 
Voorburg · 
Voorhout · 
Voorschoten ·
Waddinxveen · 
-Noord ·
-Triangel ·
Zoetermeer · 
-Oost · 
Zwijndrecht
Geplande stations:
Gorinchem Noord · Hazerswoude-Koudekerk · Schiedam Kethel
Voormalige stations: zie de lijst van voormalige spoorwegstations in Zuid-Holland